# 岩田藤七
岩田 藤七（いわた とうしち、1893年3月12日 - 1980年8月23日）は、ガラス工芸家。幼名、東次郎。色ガラスや気泡を巧みに使った吹きガラスはこの分野に新しい領域を開いた。妻は彫刻家の竹内久一の長女・くに（邦子）。岩田久利は長男。岩田糸子は久利の妻、イワタルリは孫。

## 経歴
東京・日本橋本町の呉服商に生まれる。1911年白馬会で岡田三郎助に師事、洋画を学び、1918年東京美術学校金工科、1923年西洋画科卒業、今村繁三に吹きガラスを学んで、ガラス工芸に転進。1930年岩城硝子を退社、1937年パリ万国工芸展で銀賞。東京都葛飾区堀切に1944年岩田硝子製作所を設立（後の岩田ガラス工芸）。そこから帝展、日展等に作品を出品。ガラスを芸術として見たガラスアート・ガラス工芸の地位向上に尽力した。海外での作品展なども行い、米メトロポリタン美術館にも所蔵されるなど日本におけるガラス作家の先駆的として知られる。1950年日展運営会参事、1951年日本芸術院賞受賞、1954年常任理事、日本芸術院会員。1958年日展顧問、1966年日本工芸会理事、1969年毎日芸術賞受賞、1970年文化功労者。
1935年の個展には与謝野晶子が歌を二首、堀口大學が一編の詩を添えている。
墓所は、日蓮宗威光山法明寺 (豊島区)、戒名は、璃光院寿翁日藤居士。

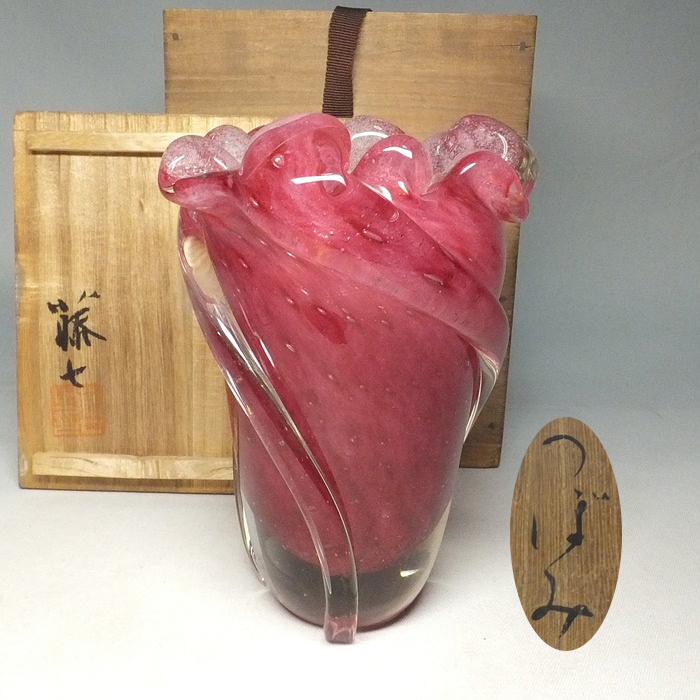
作品名「つぼみ」制作年不詳

## 略歴
- 1893年　[明治26年]　宮内庁御用達呉服商・初代岩田藤七の長男として東京日本橋本町に生まれる。幼名、東次郎。
- 1900年　[明治33年]　父・藤七死去。二代目藤七を襲名。
- 1909年　[明治42年]　四条派日本画家稲垣雲隣からつけ立てを習う。
- 1911年　[明治44年]　白馬会洋画研究所にて岡田三郎助に師事。
- 1912年　[明治45年]　東京美術学校金工科入学。彫金を海野勝、平田重幸などに学び[1]、漆芸は六角紫水に薫陶を受ける。
- 1918年　[大正 7年]　東京美術学校金工科卒業。西洋画科に再入学。
- 1922年　[大正11年]　建畠大夢に師事し、彫刻を学ぶ。第4回帝展「深き空」（彫刻）を初出品。
- 1923年　[大正12年]　東京美術学校西洋画科卒業。橘ガラス工場社長今村繁三に知己を得、ガラス製法の手ほどきを受ける。
- 1925年　[大正14年]　商工省第12回工芸展（金工）褒状。
- 1926年　[大正15年]　商工省第13回工芸展（金工）3等賞。
- 1927年　[昭和 2年]　葛飾区小菅町に工房を設置。第8回帝展からガラスを出品。
- 1928年　[昭和 3年]　第9回帝展より連続3回特選[1]。以後帝展、文展、日展へ毎年出品。
- 1929年　[昭和 4年]　帝展無鑑査出品者となる。
- 1931年　[昭和 6年]　岩田硝子製作所を設立。
- 1935年　[昭和10年]　第１回個展開催。以後毎年　個展開催。
- 1936年　[昭和11年]　文部省美術展覧会・招待展出品。
- 1937年　[昭和12年]　第1回新文展審査員、出品作政府買上。
- 1938年　[昭和13年]　パリ万国工芸展銀賞受賞。
- 1940年　[昭和15年]　紀元2600年奉祝美術展出品。
- 1941年　[昭和16年]　東京府芸術保存審議会委員、東京工芸総合展美術工芸部展審査員。
- 1943年　[昭和18年]　商工省の重要工芸技術保存資格者として、硝子製造残留工場に指定される。
- 1944年　[昭和19年]　第10回個展、戦争激化のため以後個展を一時中断。戦時特別文展出品、政府買上。
- 1946年　[昭和21年]　第2回日展審査員。以後審査員を続ける。
- 1947年　[昭和22年]　戦後初の個展（第11回）開催。
- 1951年　[昭和26年]　日展出品作「光りの美」が対象となって25年度日本芸術院賞受賞。
- 1954年　[昭和29年]　日本芸術院会員。
- 1957年　[昭和32年]　高村豊周、山﨑覚太郎、楠部彌弌らと葵洸会創設。
- 1958年　[昭和33年]　ブリュッセル万博出品、グランプリ。草月会館玄関ホールのシャンデリアをつくる。
- 1961年　[昭和36年]　個展第25回の記念展「岩田ガラスのコロラート展－ガラス工芸の近代建築への発展－」開催。近代建築でのガラス造形の展開をめざす前衛的な試みとして、新作「コロラート」製作。横浜髙島屋食堂大壁面に「コロラート」を製作。
- 1962年　[昭和37年]　ホテル・オークラの建設時に照明装飾プランに参加。日本伝統工芸展受賞選考委員、以後も続ける。ローマに開館した日本アカデミーに作品が展示される。
- 1963年　[昭和38年]　日本生命ビル内日生劇場入口正面壁面に「コロラート」を製作。
- 1964年　[昭和39年]　千葉・扇屋百貨店に「コロラート」製作。
- 1965年　[昭和40年]　「新しい工芸の茶会展」開催、ガラスによる茶碗、茶入、水指類を出品、独自の新分野を開く。ロイヤル・ホテル正面入口にガラス・オブジェ「光瀑」を製作。
- 1966年　[昭和41年]　千代田生命ビル（現目黒区総合庁舎）に「コロラート」を製作。
- 1967年　[昭和42年]　宝塚カソリック教会にステンド・グラスを製作。第2回日本芸術祭に「神話」が選ばれる。
- 1968年　[昭和43年]　大回顧展「ガラスとともに40年・岩田藤七展」開催。皇居新宮殿にコロラート壁面「大八洲」を製作。
- 1969年　[昭和44年]　第10回毎日芸術賞受賞。
- 1970年　[昭和45年]　文化功労者に選ばれる。
- 1972年　[昭和47年]　日本ガラス工芸協会が設立され、名誉会員となる。
- 1975年　[昭和50年]　この頃から「貝」をモチーフとした作品を数多く発表。
- 1980年　[昭和55年]　8月23日死去。